# Biedermann-Haus

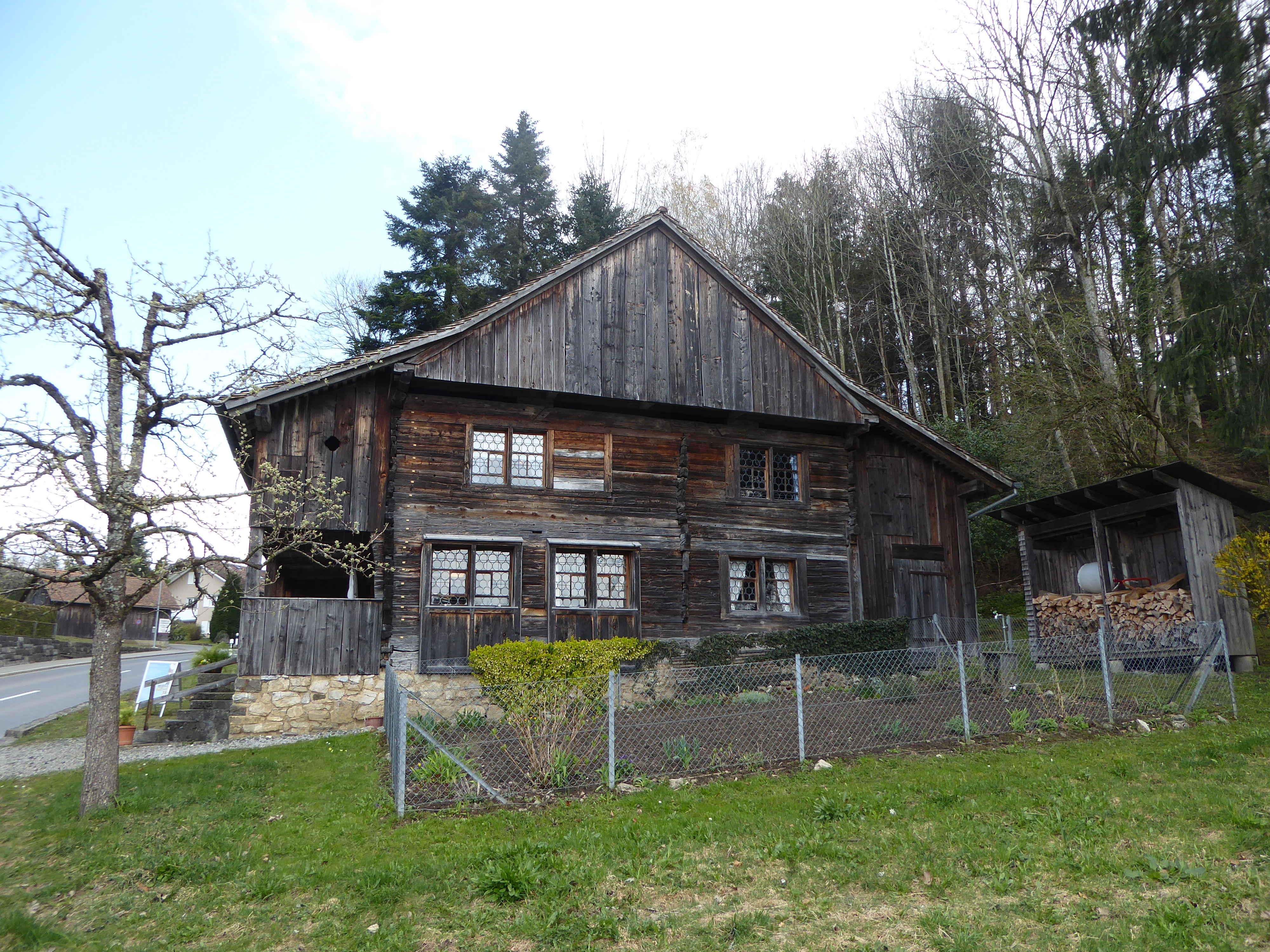
Biedermann-Haus in Schellenberg

Das Biedermann-Haus ist ein 1518 in Blockbauweise erstelltes und mehrfach versetztes Rheintaler Bauernhaus in der liechtensteinischen Gemeinde Schellenberg. Seinen Namen erhielt es von der Familie Biedermann, die es von 1814 bis 1964 bewohnte. Seit 1993 steht es unter Denkmalschutz. Es dient heute als Museum bäuerlichen Wohnens.

## Konstruktion

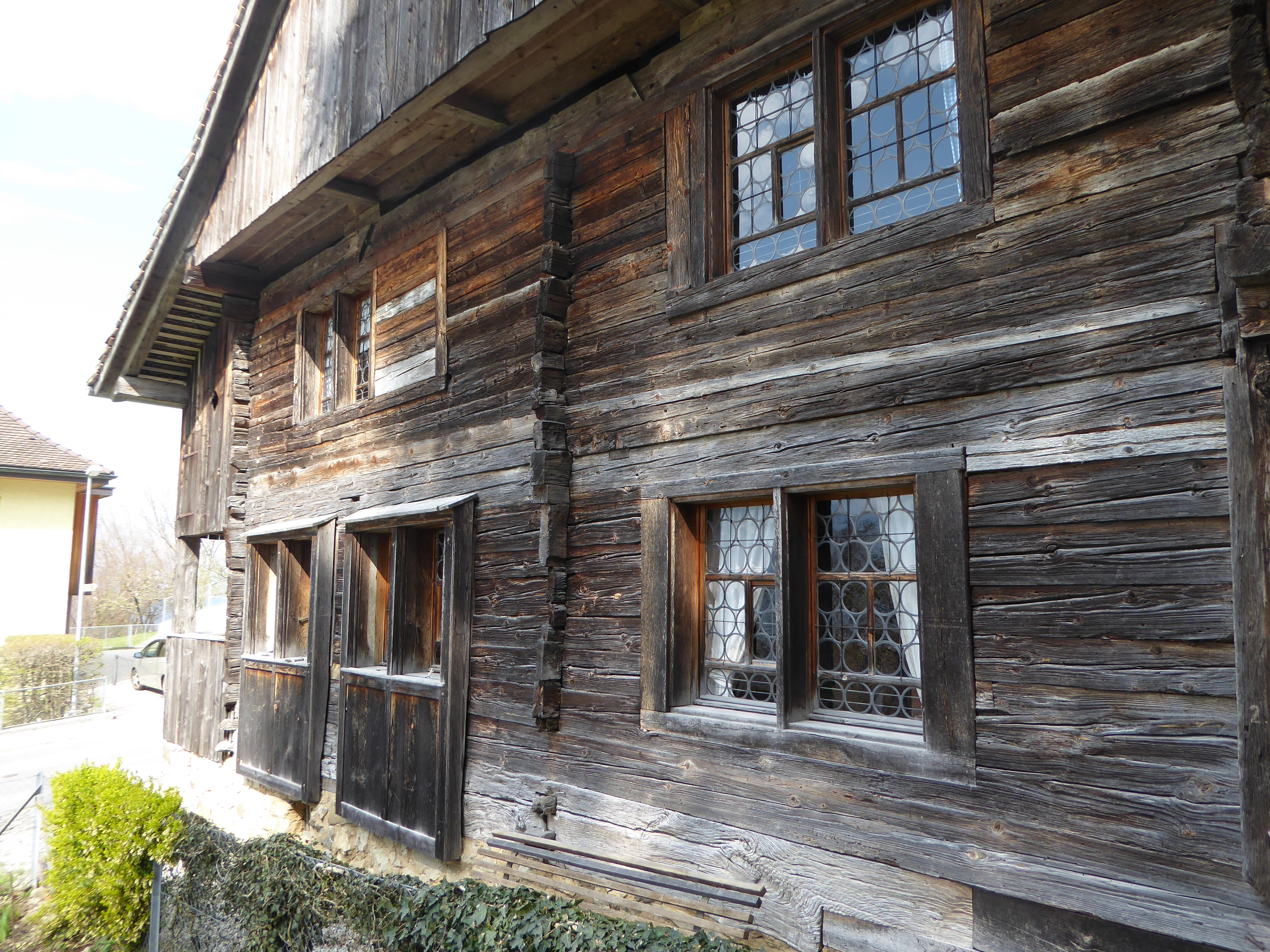
Unterhalb des vorragenden Binnenwandvorstosses ist das Schwellenschloss zu erkennen.

Das Biedermann-Haus wurde 1518 als Blockbau auf einem eichenem Schwellenkranz erstellt. Die Bauart war im beginnenden 16. Jahrhundert typisch für die damaligen Bauernhäuser. Die Eckverbindungen sind mit einem Schwellenschloss versehen, was bei Blockbauten in der Region nicht unüblich war. Auf dem gemauerten Kellergeschoss steht der zweigeschossige Blockbau mit ursprünglich einer bis zum First reichenden offenen Küche, was an den teils russgeschwärzten Balken immer noch zu erkennen ist. Das Biedermann-Haus wurde mit einem flach geneigtem Dach erbaut, weil damals als Bedachungsmaterial nur einheimische Brettschindeln mit groben Steinen zur Beschwerung in Frage kamen.
Das Erdgeschoss ist in Küche, Stube und Nebenstube unterteilt. Als Zugang der beiden über den Stuben gelegenen Kammern dienten ursprünglich Leitern. In der grossen Kammer befindet sich noch eine glaslose Fensteröffnung aus dem Jahr 1518. An den anderen Fenstern sind Butzenscheiben aus Walzglas von 1793/94, an der Nordostfassade Sprossenfenster aus dem Jahr 1844. Der Eingang befindet sich unter der an der südlichen Traufseite angefügten Laube und führte ursprünglich direkt in die Küche. Der Laubenanbau auf der Nordostseite reicht über beide Geschosse.

## Geschichte

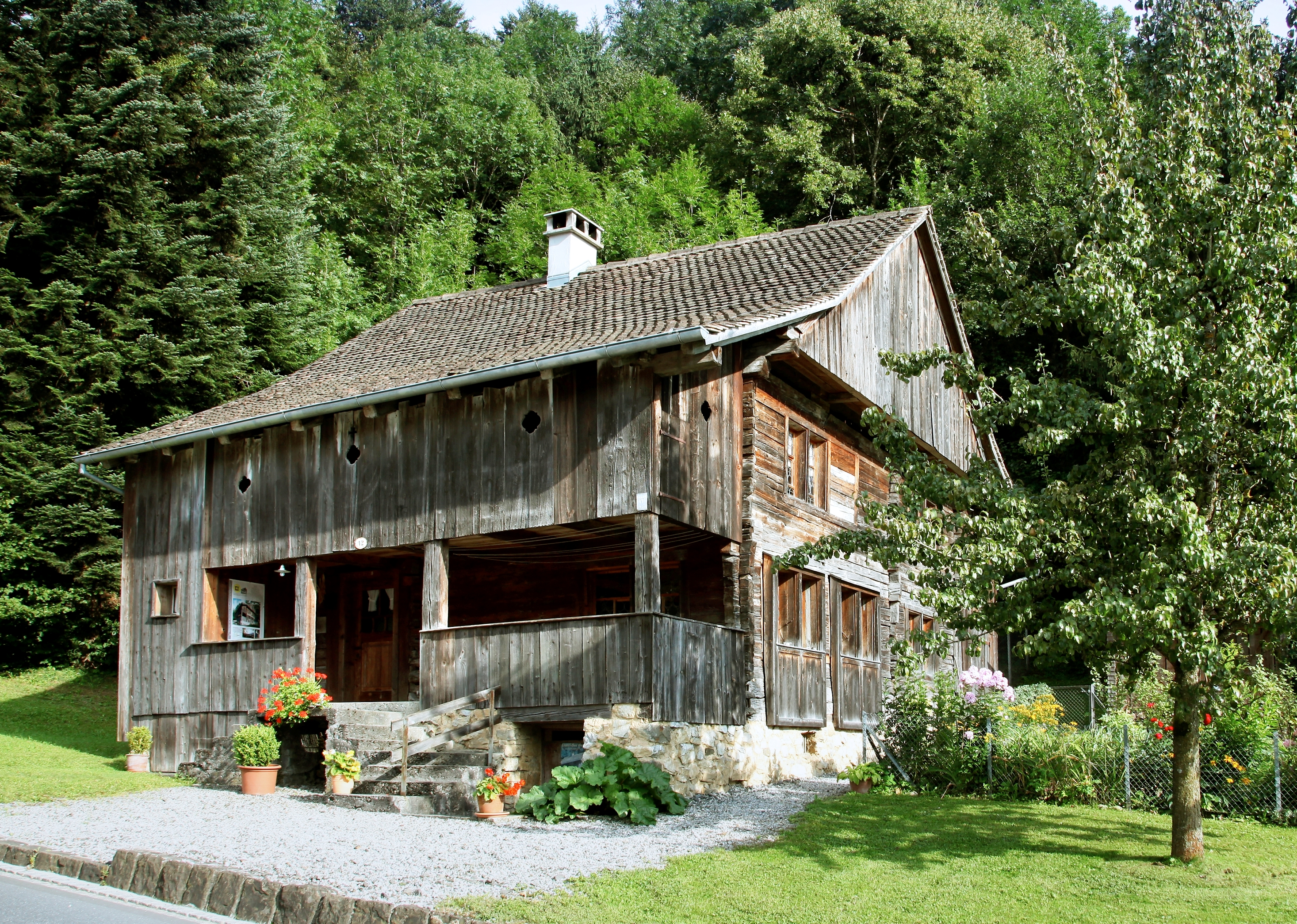
Laube auf der südlichen Traufseite mit Hauseingang

Das 1518 erstellte Wohnhaus wurde 1687 als Teil der Fahrhabe versetzt und mit einem neuen Dachstuhl versehen. 1793/94 wurde das Biedermann-Haus in der «Undera Platta» im Vorderen Schellenberg neu aufgebaut. Der in Lehmmörtel und Rüfesteinen gesetzte Keller war aus der Westecke der Küche und über einen Aussenabgang vor der Südostfassade zugänglich. Ein steileres Sparrendach ersetzte das flache Pfettendach und wurde mit Ziegeln gedeckt. In der Stube wurde ein Buffet eingebaut.
1832 wurde die Laube erneuert. 1837 wurde ein Sandsteinofen eingebaut sowie Stuben und Kammern mit gestemmtem Wandtäfer versehen. 1844 wurde die rückseitige Nordwestfassade geschindelt und im Giebel eine stilisierte Rocaille angebracht. 1892 wurden die Lauben erneuert. 1923 trennte man von der Küche einen Gang ab, von dem eine Holztreppe in das Obergeschoss und in den Keller führt. Herd, Kachelofen, Kamin und der gemauerte Sechtherd, aus dem der Kessel herausgehoben werden kann, wurden vollständig erneuert. 1940 wurde das Erdgeschoss mit neuen Riemenböden 15 bis 60 Zentimeter abgesenkt. Obwohl das Biedermann-Haus seit 1964 nicht mehr bewohnt ist, wurde 1984 in der Laube ein Abort eingebaut und die Treppe zum Haus betoniert.
Um es vor dem Abbruch zu schützen, wurde das Biedermann-Haus 1992/93 am jetzigen Standort neu aufgebaut und saniert. Die Sprossenfenster von 1844 und 1940 wurden durch die alten Butzenscheibenfenster ersetzt und die Zugläden rekonstruktiert.

## Heutige Nutzung

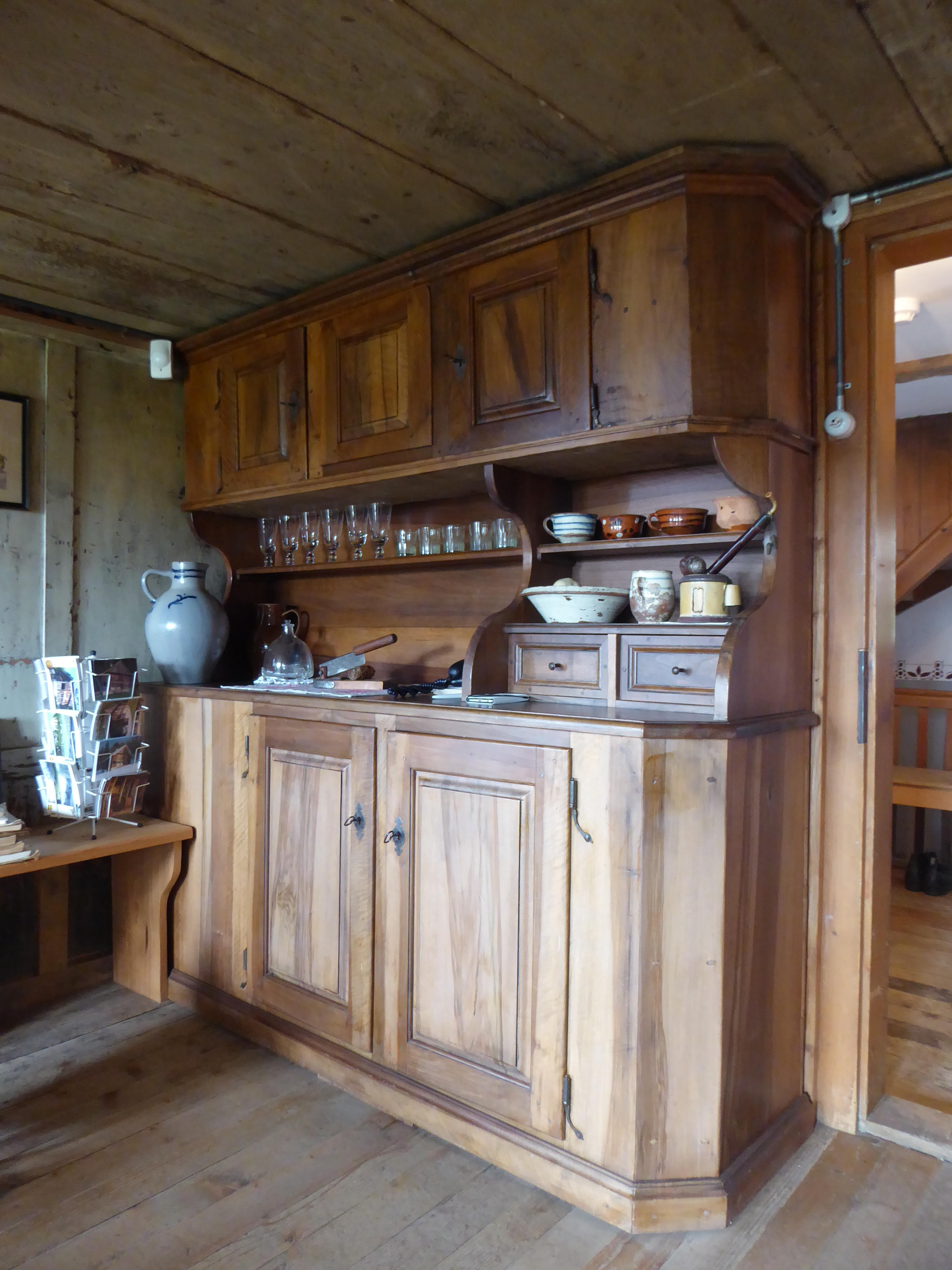
Einbaubuffet in der Stube

1994 wurde das Biedermann-Haus als Aussenstelle des Liechtensteinischen Landesmuseums der Öffentlichkeit zugänglich gemacht. Es beherbergt seither ein bäuerliches Wohnmuseum, das die liechtensteinische Wohnkultur um 1900 zeigt.

## Inneneinrichtung

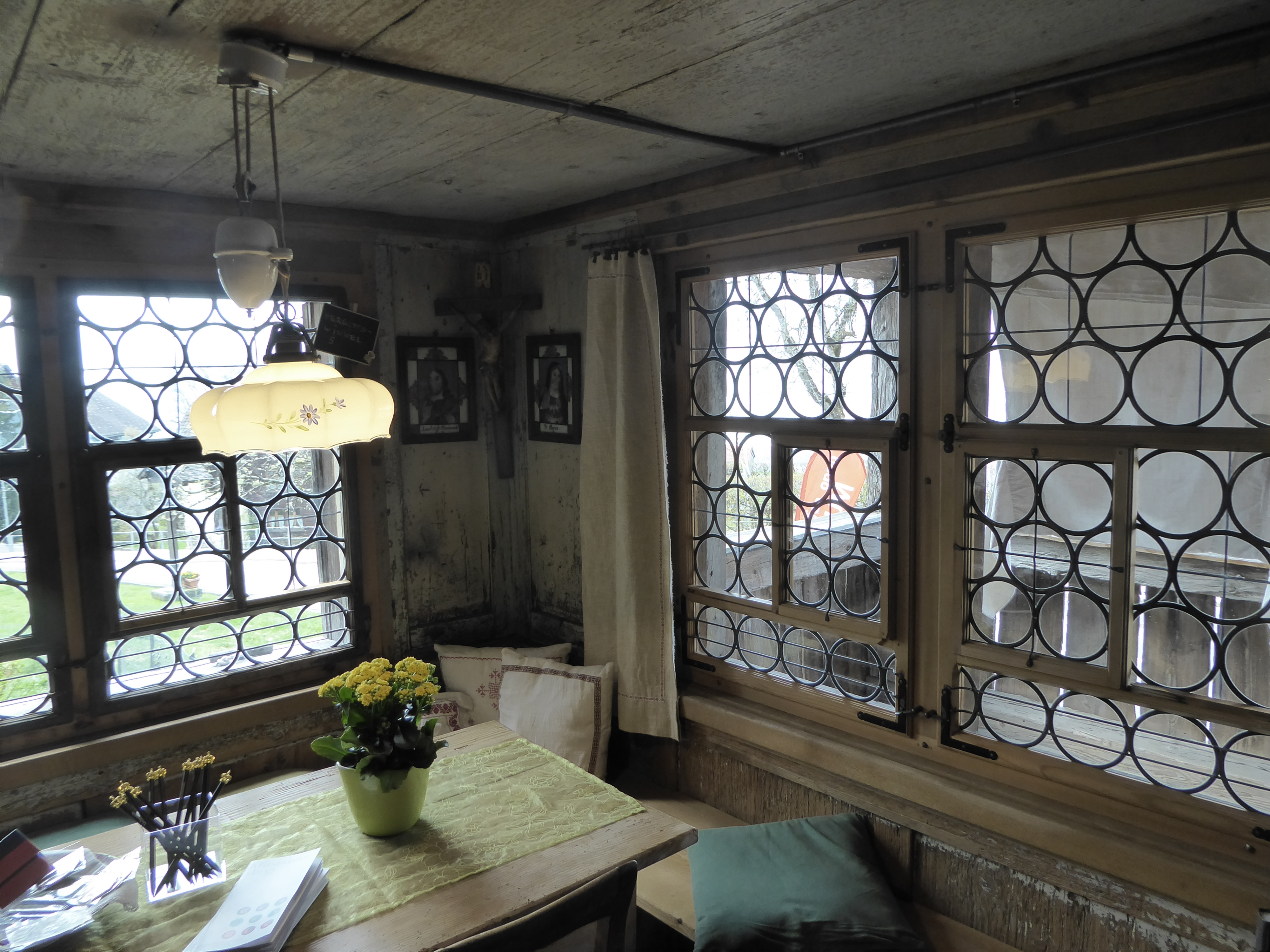
Herrgottswinkel in der Stube
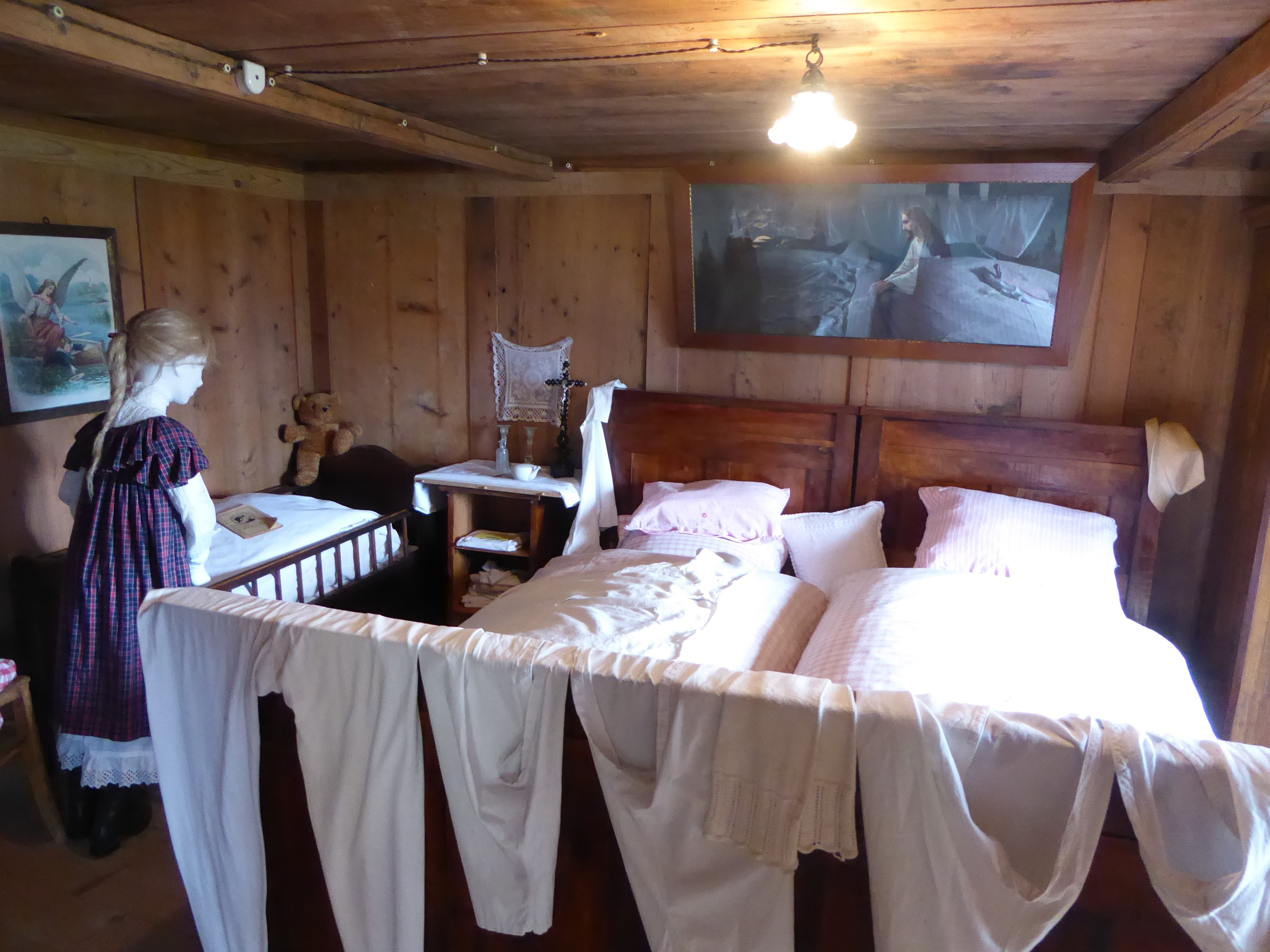
Nebenstube, als Schlafzimmer für Eltern und kleines Kind eingerichtet
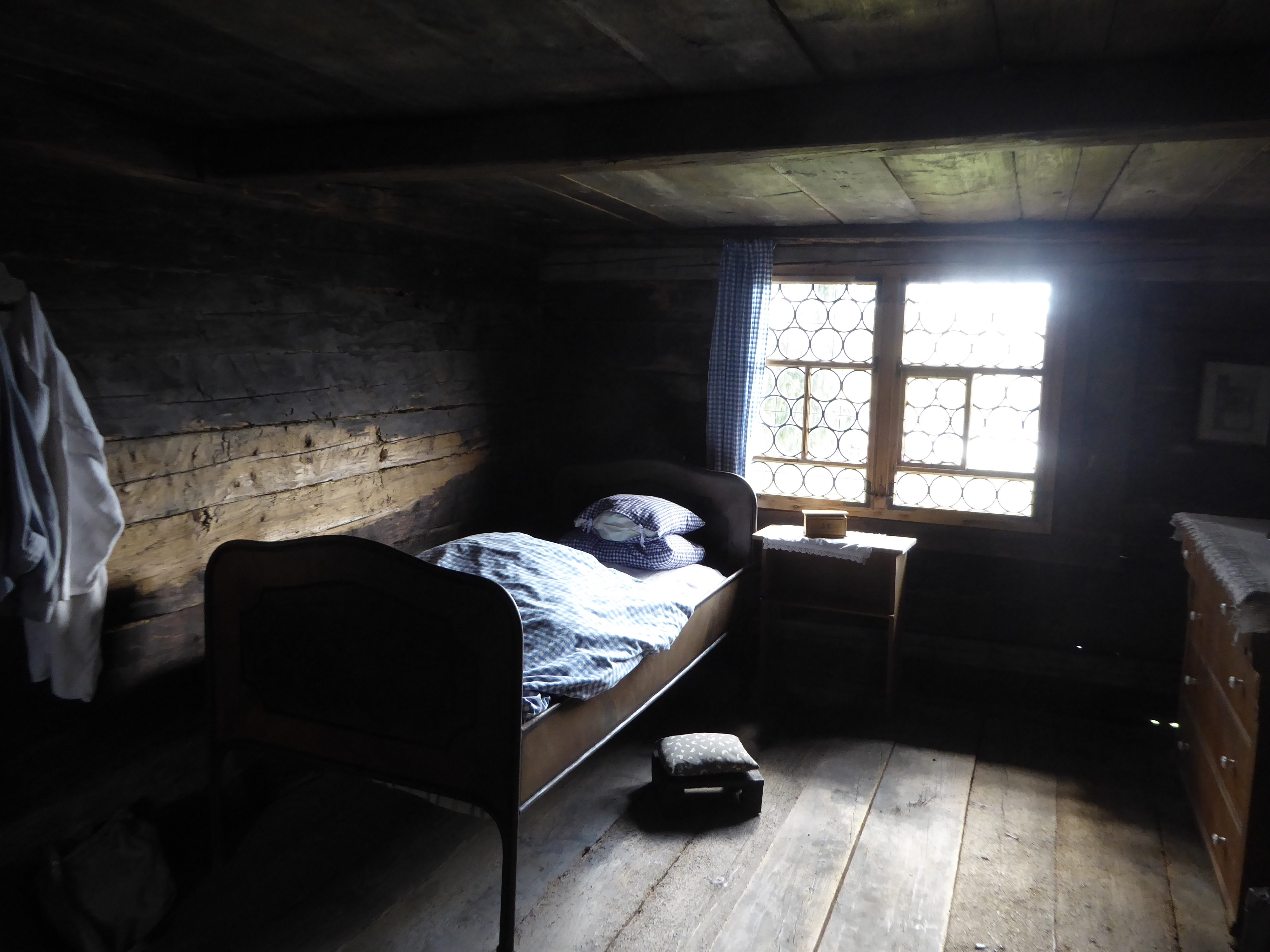
Kammer mit Butzenfenster